# الجيش السابع (فيرماخت)
الجيش السابع ( (بالألمانية: 7. Armee Oberkommando)‏ أرمي أوبيركوماندو كان جيش ميداني في الحرب العالمية الثانية للقوات البرية الألمانية.

## التاريخ

### أصول
تم تنشيط الجيش السابع في شتوتغارت في 25 أغسطس 1939 بقيادة الجنرال فريدريش دولمان. عند اندلاع الحرب، دافع الجيش السابع عن الحدود الفرنسية وأدار ويستوال في منطقة راين العليا. في بداية الحملة في الغرب في عام 1940، كان الجيش السابع جزء من جيش الجنرال فيلهلم ريتر فون ليب لمجموعة الجيوش سي. يوم 14 يونيو عام 1940،هاجمت مجموعة الجيوش سي خط ماجينو بعد أن كانت قطع من قبل وحدات مدرعة من فيلق بانزر XXXXI. وصلت العناصر القيادية في الجيش السابع إلى المنطقة أمام كولمار ثم تابعت ملاحقة أجزاء من الجيش الفرنسي الثاني في لورين. في ختام الحملة، كان الجيش السابع في شرق فرنسا. من يوليو 1940 حتى أبريل 1941، حرس الجيش السابع منطقة من الساحل في جنوب غرب فرنسا. من 18 أبريل 1941، كان الجيش السابع مسؤولاً عن الدفاع الساحلي في بريتاني ونورماندي. بحلول منتصف عام 1944، كان الجيش السابع جزءًا من مجموعة جيش إروين روميل.

### نورماندي
بسبب عدم اليقين في القيادة العليا الألمانية فيما يتعلق بنوايا الحلفاء بعد إنزال D-Day، قام الجيش السابع بمعظم القتال الأولي في نورماندي على الرغم من تعزيزه لاحقًا بواسطة مجموعة بانزر الغربية . تم الاحتفاظ بالجيش الخامس عشر في باد كاليه، متوقعًا إنزال آخر من قبل الحلفاء. بحلول 18 يونيو، فقد الجيش السابع 97000 رجل، بينهم خمسة جنرالات. في 28 يونيو، توفي قائد الجيش الجنرال دولمان بنوبة قلبية.
تحت ضغط الحلفاء المستمر، تم إجبار الجيش السابع على العودة ببطء إلى hedgerow country في نورماندي. أخيرًا، في عملية كوبرا في أواخر يوليو 1944، تم الالتفاف على الجناح الأيسر الضعيف للجيش السابع جراء قصف جوي من قبل الحلفاء ثم مهاجمته وتدميره من قبل الجيش الأمريكي الأول. أجبر هذا الهجوم الالمان على التراجع ثم الهجوم المضاد الفاشل الذي قام به الجيش السابع الذي تم القضاء عليه تقريبًا في جيب فاليز.
بعد التخلي عن ما تبقى من معداتهم الثقيلة، هربت بقايا الجيش السابع المحطمة من جيب فاليز وتراجعت شرقًا إلى الحدود الألمانية. خلال خريف عام 1944، تبنى الجيش السابع موقفا دفاعيا في منطقة إيفل على الحدود البلجيكية واللوكسمبرجية.

### معركة الثغرة
تالف الجيش خلال "معركة الثغرة" من ثلاثة فرق مشاة (212 ، 256 ، 352 فولكسجنادير) وقسم مظلي واحد (5). وكان دورها في حماية الجناح الجنوبي لجيش بانزر الخامس. مثل الجيشين الآخرين في الهجوم، تعرض الجيش السابع لخسائر كبيرة. قاوم الجيش السابع الهجوم الشمالي للجيش الأمريكي الثالث، لكنه فشل في نهاية المطاف في إيقاف حملة الجنرال جورج باتون إلى باستون وهوفاليز . مع ذلك تجنب الجيش السابع تطويقه وتراجع مرة أخرى إلى Westwall.

### ألمانيا
في يناير 1945، هاجم الجيش الأمريكي الثالث شرقًا، مما أجبر الجيش السابع على التراجع من منطقة ترير إلى منطقة كوبلنز. تحت ضغط إضافي من الولايات المتحدة، اضطر الجيش السابع إلى التراجع عبر المناطق المحيطة بمانز ومانهايم. نظرًا لعدم قدرته على وقف التقدم الأمريكي في وسط ألمانيا خلال شهري مارس وأبريل 1945، واصل الجيش السابع انسحابه عبر أودية نهري الرئيسية ولهن، عبر تلال Spessart وفولدا وغوثا ثم عبر غابة تورينغن إلى المنطقة بين لايبزيغ وهوف.

### الاستسلام
استسلم الجيش السابع للجيش الأمريكي الثالث في منطقة الغابات البافارية وغرب بوهيميا في 8 مايو 1945.

## القادة
| No. |                     | Commander                                                | Took office      | Left office      | Time in office    |
| --- | ------------------- | -------------------------------------------------------- | ---------------- | ---------------- | ----------------- |
| 1   | Friedrich Dollmann  | Generaloberst Friedrich Dollmann (1882–1944)             | 25 August 1939   | 28 June 1944 †   | 4 سنوات و332 أيام |
| 2   | باول هاوسيه         | SS-Obergruppenführer باول هاوسيه (1880–1972)             | 29 June 1944     | 20 August 1944   | 52 أيام           |
| 3   | هاينريش إيبرباخ     | General der Panzertruppe هاينريش إيبرباخ (1895–1992)     | 21 August 1944   | 30 August 1944   | 9 أيام            |
| 4   | Erich Brandenberger | General der Panzertruppe Erich Brandenberger (1892–1955) | 3 September 1944 | 21 February 1945 | 171 أيام          |
| 6   | Hans Felber         | General der Infanterie Hans Felber (1889–1962)           | 22 February 1945 | 25 March 1945    | 43 أيام           |
| 7   | Hans von Obstfelder | General der Infanterie Hans von Obstfelder (1886–1976)   | 26 March 1945    | 8 May 1945       | 43 أيام           |

## قائمة المراجع
- Elstob ، بيتر. هجوم هتلر الأخير ، Pen & Sword Military Classics رقم 15 ، بارنسلي، 2003. ISBN   0-85052-984-0